# Lennart Meri
Lennart Georg Meri (Tallinn, 1929. március 29. – 2006. március 14.) író, filmrendező és politikus, az észt függetlenségi mozgalom vezetője, majd 1992 és 2001 között Észtország elnöke.

## Élete
Tallinnban született, édesapja a diplomata és műfordító Georg Meri volt. Fiatal korában a családjával együtt külföldre utazott és kilenc iskolában négy különböző nyelven tanult; az észt anyanyelve mellett folyékonyan beszélt finnül, franciául, németül, angolul és oroszul.
1940 júniusában, amikor éppen Észtországban tartózkodott, a Szovjetunió megszállta a balti államokat és Merit családjával együtt Szibériába deportálták, ahol 12 évesen favágóként kellett dolgoznia.
A Meri család túlélő tagjai a második világháború után térhettek csak haza és Lennart beiratkozhatott a Tartui Egyetemre, ahol 1953-ban történelem-nyelvészet szakon szerzett diplomát. Politikai okokból nem dolgozhatott történészként, ezért drámákat írt a Vanemuine, a legrégibb észt színház számára. Később rádiósként tevékenykedett és néhány filmet is rendezett.

## Magyarul
- Hegyen-völgyön; ford. Bereczki Gábor; Táncsics, Bp., 1965 (Útikalandok)
- Az északi fény kapujában; ford. Bereczki Gábor, fotó szerző, Rein Kärner; Gondolat, Bp., 1982 (Világjárók)
- A szó hatalma; vál. Mart Meri, ford. Korencsi Krisztina; BDF Uralisztikai Tanszék, Szombathely, 2008 (Heuréka)